# Mean (пісня)
«Mean»  — третій сингл третього студійного альбому американської кантрі-співачки Тейлор Свіфт — Speak Now. В США сингл вийшов 7 березня 2011 року. Пісня написана Тейлор Свіфт; спродюсована Нейтаном Чапманом та Тейлор Свіфт. Музичне відео зрежисоване Декланом Вайтблумом; відеокліп вийшов 6 травня 2011 року.

## Музичне відео
Музичне відео зрежисоване Декланом Вайтблумом. Зйомки відеокліпу проходили в Лос-Анджелесі і зайняли два дні. Прем'єра музичного відео відбулась 6 травня 2011 року на каналі CMT.
Станом на березень 2024 року музичне відео мало 225 мільйонів переглядів на відеохостингу YouTube.

## Список пісень
- Цифрове завантаження / Обмежений CD-сингл[4]

1. «Mean» — 3:58

## Чарти
Тижневі чарти
| Чарт (2010-11)                   | Місце |
| -------------------------------- | ----- |
| Australian Singles Chart         | 45    |
| Canada (Canadian Hot 100)        | 10    |
| Canada Country (Billboard)       | 2     |
| South Korea International Chart  | 92    |
| US Billboard Hot 100             | 11    |
| US Hot Country Songs (Billboard) | 2     |

Річні чарти
| Чарт (2011)                    | Місце |
| ------------------------------ | ----- |
| US Billboard Hot Country Songs | 24    |

## Продажі
| Країна        | Сертифікація (таблиця продажів та сертифікатів) | Продажі    |
| ------------- | ----------------------------------------------- | ---------- |
| Канада (CRIA) | Золото                                          | +40,000    |
| США (RIAA)    | 3× Платина                                      | +2,500,000 |

## Історія релізів
| Країна | Дата            | Формат       | Лейбл               |
| ------ | --------------- | ------------ | ------------------- |
| США    | 13 березня 2011 | Кантрі радіо | Big Machine Records |